# Grabmal der Königin Anna Jagiellonica

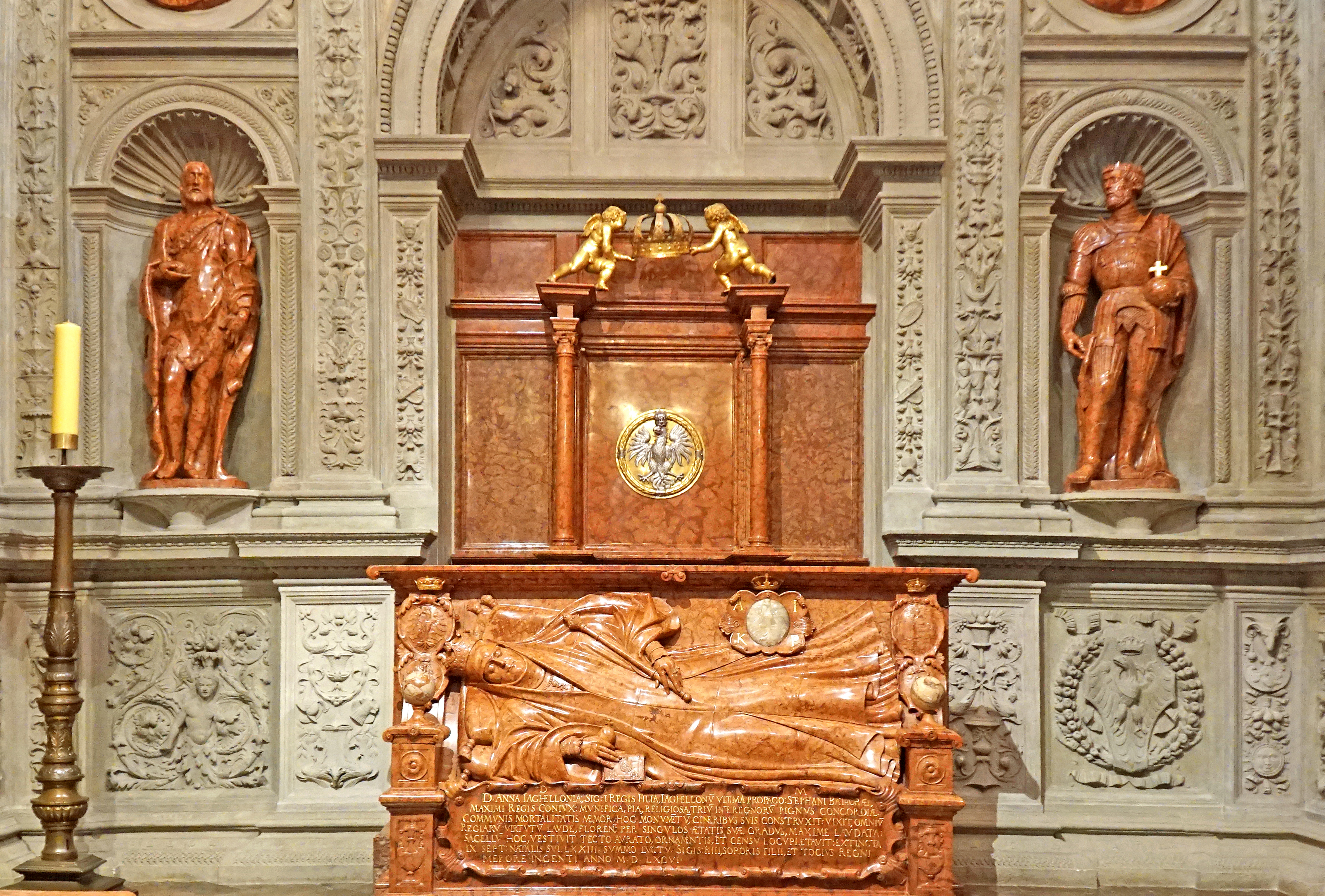
Grabmal der Königin Anna Jagiellonka von Polen in Krakau

Das Grabmal der Königin Anna Jagiellonica  ist ein bedeutendes Kunstwerk der Bildhauerei des Manierismus in Polen, das von dem Florentiner Architekten und Bildhauer Santi Gucci um 1580 für Anna Jagiellonica (* 18. Oktober 1523 in Krakau; † 9. September 1596 in Warschau) geschaffen wurde, nachdem sie – wider Erwarten – zur die Erbin der Dynastie der Jagiellonen und als gewählter „König von Polen“ und „Großfürst von Litauen“ formell von 1575/76 bis 1596 regierte. Das Grabdenkmal befindet sich in der Sigismundkapelle in der Wawel-Kathedrale in Krakau.

## Der lange Weg zum Grabmal

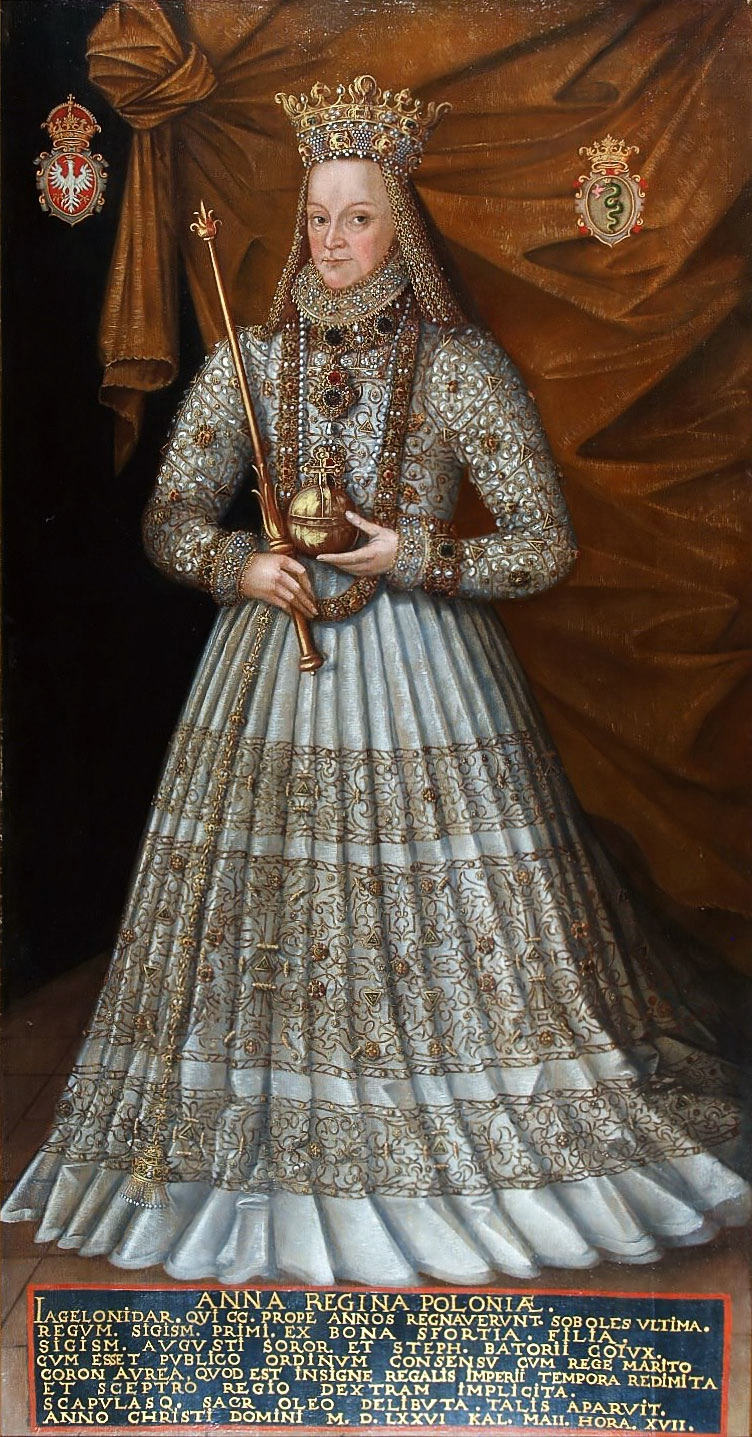
Anna Jagiellonka in ihrer Krönungsrobe (Gemälde von Martin Kober, 1576)

Anna Jagiellonica, war – berücksichtigt man auch die außerehelichen Kinder – das neunte Kind ihres Vaters König Sigismund I. dem Alten von Polen († 1548) und das vierte Kind aus dessen zweiter Ehe mit Bona Sforza († 1557), einer Tochter von Gian Galeazzo Sforza, der nominell von 1478 bis 1495 Herzog von Mailand war.
Diese Beziehung zu Italien sollte sich im Zusammenhang als von großem Nutzen erweisen, denn durch die Aufgeschlossenheit des polnischen Hofes gegenüber der italienischen Kunst gelangten nicht nur die Kunst der Renaissance und des Manierismus nach Polen, sondern auch die Künstler, welche unter anderem die Sigismundkapelle und später auch das Grabmal der Anna Jagiellonica schaffen sollten.
Doch vorerst war Anna von solchen Überlegungen sehr weit entfernt, denn sie hatte nicht nur einen älteren Bruder, sondern auch vier legitime ältere Schwestern, weshalb für sie nicht die geringste Aussicht auf die Nachfolge in der Herrschaft über Polen und Litauen und damit auch keinerlei Chance bestand, jemals ein Prunkgrab in der den Herrschern Polens aus ihrer Familie vorbehaltenen Sigismundkapelle in der Kathedrale von Krakau zu erhalten.
Nur dank einer erstaunlichen Reihe von Ereignissen gelangte sie schließlich doch auf den Thron von Polen und Litauen und erlangte damit die Möglichkeit, durch die Errichtung eines bedeutenden Grabmonumentes bis heute als Abbild in der Sigismundkapelle präsent zu sein und so die Jahrhunderte zu überdauern.
Der Tod spielte bei dieser Entwicklung eine nicht unwesentliche Rolle. Von ihren ehelichen, daher für die Thronfolge infrage kommenden Geschwistern war ihre Halbschwester Anna bereits 1520, ihre älteste Schwester Isabella Jagiellonica, Königin von Ungarn von 1539 bis 1540, im Jahre 1559 verstorben. Ihr Bruder Sigismund II. August folgte auf seinen Vater 1548 als Alleinherrscher und starb 1572 als letzter männlicher Vertreter seines Hauses.
Da Polen eine Wahlmonarchie war, kam es zur Wahl eines Ausländers, da der französische Prinz Heinrich von Valois (1551–1589), ein jüngerer Sohn von König Heinrich II. von Frankreich und der Katharina von Medici, 1573 als Heinrich I., genannt „Henryk Walezy“ zum König von Polen-Litauen gewählt wurde. Seine Herrschaft sollte durch die Ehe mit der Anna, der Erbin der Jagiellonen, legitimiert werden. Er weigerte sich jedoch die um 28 Jahre ältere Prinzessin Anna zu heiraten, wohl auch, da durch ihr Alter von 50 Jahren eine Nachkommenschaft ausgeschlossen war. Annas „Bräutigam“ vernachlässigte aber nicht nur sie, sondern auch die Regierung und verschwand im Juni 1574 diskret nach Frankreich, um dort als Heinrich III. den französischen Thron zu besteigen.
Da im selben Jahr Annas älteste legitime Halbschwester Hedwig Jagiellonica Kurfürstin von Brandenburg und 1575 auch ihre ältere Schwester Sophia Jagiellonica, Herzogin von Braunschweig-Wolfenbüttel verstarben, wurde Anna unerwartet zur „Seniorin“ des Hauses der Jagiellonen und damit selbst zu einer möglichen Thronkandidatin.
Da in der polnischen Wahlmonarchie kein Erbrecht bestand, fand im Dezember 1575 durch den Adel eine Königswahl statt, die jedoch in eine Doppelwahl ausartete. Ein Teil des Adels wählte am 12. Dezember 1575 den Erzherzog von Österreich – und seit 1564 Kaiser des Heiligen Römischen Reiches – Maximilian II. während von einer anderen Adelsgruppe drei Tage später, am 15. Dezember Anna Jagiellonka und der für sie vom Adel bestimmte Ehemann, Stephan Báthory (1533–1586), Fürst von Siebenbürgen, zu – gemeinschaftlichen – Herrschern gewählt wurden.
Die Chancen von Anna Jagiellonika auf die Herrschaft standen trotzdem eher schlecht, da der ihr zugedachte Ehemann bloß ein Fürst und bedauerlicherweise auch noch ein Vasall des „Erbfeindes“ – des Osmanischen Sultans – war, während die österreichische Option aus Gründen des kaiserlichen Prestiges und wegen der gegebenen Machtverhältnisse erheblich attraktiver erschien.
Aber es sollte anders kommen: Während sich Kaiser Maximilian II. mit seiner Entscheidung Zeit ließ, war Stephan Báthory sofort aufgebrochen um die vereinigten Kronen der Piasten und der Jagiellonen an sich zu bringen. Er eilte nach Krakau, heiratete die 10 Jahre ältere Anna und wurde am 1. Mai 1576 gemeinsam mit dieser zum König des vereinigten Königreiches Polen-Litauen gekrönt. Anna wurde dadurch mit 53 Jahren doch noch zur Herrscherin und regierte mit dem Titel „König“ (wenn auch weitgehend nur nominell) gemeinsam ihrem Ehemann das polnisch-litauische Reich.

## Santi Gucci
Santi Gucci war – vielleicht auf Initiative von Königin Bona Sforza – um 1550 nach Polen gekommen, errichtete in Pińczów einen Bauhof und entwickelte sich zu einem der erfolgreichsten und fruchtbarsten Architekten seiner Zeit, indem er für polnische Aristokraten zahlreiche Schlösser Kirchen errichtete. Er trug dadurch wesentlich zur Verbreitung der Architektur der Renaissance bzw. des Manierismus in Polen bei. Unter Annas Bruder König Sigismund II. August war er daher zum Hofkünstler aufgestiegen und in den Adelsstand erhoben worden.
Nach dem Tod ihres Bruders hatte Anna daher Santi Gucci mit der Ausführung seines Grabmonumentes beauftragt, das in den Jahren 1574/1575 in der von Bartolomeo Berecci erbauten Sigismundkapelle in der Wawel-Kathedrale in Krakau errichtet wurde. Es war daher für sie naheliegend, ihn auch mit der Erstellung ihres Grabmonumentes zu Betrauen.

## Grabmal der Anna Jagiellonica
Es ist unbekannt, wann Anna Jagiellonica erstmals den Wunsch verspürte, selbst in der prachtvollen Kapelle begraben zu werden, die ihr Vater König Sigismund I. in der Wawel-Kathedrale als Begräbnisstätte für sich und seine königlichen Nachfahren errichten ließ und die als Meisterwerk der italienischen Renaissance nördlich der Alpen gilt.
Lange war dies ein bloßer Gedanke ohne Aussicht auf Verwirklichung, da sie so weit vom Thron entfernt war. Realistischer wurde dieser Wunsch mit dem kinderlosen Ableben ihres Bruders König Sigismund II. Augustus, für den sie 1574 das Grabmal in der Sigismundkapelle gestiftet hatte, aber erst durch ihre die Wahl zum „König“ konnte dieser Wunsch zum Programm werden.
Schon bei der Errichtung des Grabmonumentes für ihren Bruder hatte sie den aus Italien stammenden Hofarchitekten und Bildhauer Santi Gucci eingesetzt, den sie daher auch mit der Errichtung ihres eigenen Grabmals betraute.
Bemerkenswert erscheint, dass bei der Konzeption ihres Grabmonuments für ihren – gleichfalls gekrönten – Gemahl kein Platz vorgesehen war. Er wird zwar in ihrer Grabinschrift erwähnt, fand jedoch seine letzte Ruhe weit von ihr entfernt in der unterirdischen Krypta der Kirche. Dies deutet wohl darauf hin, dass sie sich alleine als den wahren Herrscher des Reiches der Jagiellonen ansah.
Bei der Planung des Monuments stellte sich jedoch die Platzfrage, da in der Sigismundkapelle, die von Bartolommeo Berrecci (1480–1537) als quadratisches Gesamtkunstwerk konzipiert war, bereits alle vier Seiten vergeben waren: eine für den Altar, eine für das Grabmal ihres Vaters und ihres Bruders, eine für die Thronsitzbank und die vierte für das Eingangstor.
Für das Grab ihres Bruders hatte Meister Santi Gucci eine geniale Lösung gefunden, indem er dessen Grabmal in die Sockelpartie des Grabdenkmals von König Sigismund I. in Form einer von einem Korbbogen bedeckten Arkadennische eingefügt hatte, in der die vollplastische Figur des Königs liegt, wodurch ein zweistöckiges Grabmal für Vater und Sohn entstand.
Der Einbau eines weiteren Sarkophags in dieses Grabmonument war jedoch aus Platzgründen ausgeschlossen. Damit war die repräsentative Aufstellung eines weiteren Grabmonumentes für die Königin Anna problematisch. Schließlich wurde entschieden, dass dieses – direkt gegenüber dem Eingangstor vor der von Berrecci errichteten Thronsitzbank aufgestellt werden sollte.
Damit ergab sich als nächstes Problem die mangelnde Sichtbarkeit einer traditionellen Darstellung der Verstorbenen auf dem Tumbadeckel, da diese nur aus der „Vogelperspektive“ korrekt sichtbar ist. Aber auch für dieses Problem fand Meister Gucci eine Lösung. Um sie bezüglich der Sichtbarkeit nicht schlechter zu stellen als ihren Vater und ihren Bruder, machte er einen ungewöhnlichen Kunstgriff: Statt die Figur der Königin oben auf dem Deckel einer Tumba darzustellen, Schuf er eine Grabplatte, die er nicht horizontal, sondern in fast senkrechter Richtung vor der Thronsitzbank aufstellte. Damit befindet sich die Grabplatte mit der Darstellung der darauf liegenden Königin Anna bereits vom Eingang her voll im Blick des Betrachters, der gleichsam „von oben“ auf die liegende Figur blickt, die zu schweben scheint.
Das Grabmal wurde aus rotem ungarischem Marmor gefertigt und besteht aus einer fast vertikal aufgestellten Grabplatte, auf der die liegende Figur der Königin im Halbrelief dargestellt ist. Die Grabplatte wird von einer Umrahmung umgeben, die einen Sockel mit einer Grabinschrift, sowie Seitenteile mit Wappenschildern (u. a. Polen, Litauen und Sforza) und ein abschließendes Gesimse aufweist.
Die liegende Figur der Königin, die lebensnah und mit Portraitcharakter dargestellt ist, trägt die königlichen Insignien – Krone, Zepter und Reichsapfel – wobei sie in der rechten Hand zusätzlich ein Gebetbuch trägt. Auf die ältere Tradition, die Füße der Königin auf einem Hund als Symbol der Treue ruhen zu lassen, wurde hier verzichtet. Die Darstellung weist deutlich manieristische Züge auf, wie sie für Santi Gucci charakteristisch sind, der diese Stilelemente auch bei der Gestaltung des Grabmals ihres Bruders Sigismund II. August angewandt hat. Das Grabmonument für Königin Anna wurde 1583 fertiggestellt.